# 360.
360. je sedmo desetletje v 4. stoletju med letoma 360 in 369. 